# غولمارغ
غولمارغ هي بلدة تقع في منطفة جامو وكشمير، الهند.